# Tadej Pogačar
Tadej Pogačar (født 21. september 1998) er en professionel cykelrytter fra Slovenien, der er på kontrakt hos UAE Team Emirates XRG.
I 2020, 2021, 2024 og 2025 vandt han Tour de France.

## Karriere
I sit første år som professionel cykelrytter, 20 år gammel, blev han blandt andet historiens yngste vinder af et UCI World Tour-etapeløb, da han vandt Tour of California 2019 foran Sergio Higuita og Kasper Asgreen. Samme år han tog også tre etapesejre og den samlede tredjeplads i Vuelta a España. Dette var Pogačars første deltagelse i en Grand Tour.

### Vinder af Tour de France 2020
Pogačar vandt Tour de France 2020, og var den første slovener til at vinde det franske etapeløb. Da han stod på podiet i Paris skete det dagen før sin 22 års fødselsdag. Pogačar blev den næstyngste vinder af Tour de France, kun overgået af Henri Cornets sejr i 1904 som 19-årig. Samtidig blev Pogačar den første rytter, der vandt den gule førertrøje, den prikkede bjergtrøje og den hvide ungdomstrøje i samme Tour de France. Han vandt også 9., 15. og 20. etape. Det var første gang Tadej Pogačar deltog i Tour de France.

## Meritter
2018
1. plads: Grand Prix Priessnitz spa
Vinder af 3. etape,
1. plads:  Tour de l'Avenir
1. plads: Giro del Friuli-Venezia Giulia
2019
 Slovensk mester i enkeltstart
1. plads:  Volta ao Algarve
Vinder af 2. etape
1. plads:  Tour of California
 Ungdomskonkurrencen
Vinder af 6. etape
3. plads: Vuelta a España
 Ungdomskonkurrencen
Vinder af 9., 13. og 20. etape,
2020
 Slovensk mester i enkeltstart
1. plads:  Tour de France
 Bjergkonkurrencen
 Ungdomskonkurrencen
Vinder af 9., 15. og 20. etape
1. plads:  Volta a la Comunitat Valenciana
2. plads: UAE Tour
 Ungdomskonkurrencen
3. plads: Liège-Bastogne-Liège
2021
1. plads:  Tour de France
 Bjergkonkurrencen
 Ungdomskonkurrencen
Vinder af 5. (ITT), 17. og 18. etape
1. plads:  Tirreno-Adriatico
 Bjergkonkurrencen
 Ungdomskonkurrencen
Vinder af 4. etape
1. plads:  UAE Tour
 Ungdomskonkurrencen
Vinder af 3. etape
1. plads:  Slovenien Rundt
 Bjergkonkurrencen
Vinder af 2. etape
1. plads: Liège-Bastogne-Liège
1. plads: Lombardiet Rundt
3. plads: Baskerlandet Rundt
Vinder af 3. etape
2022
1. plads:  UAE Tour
 Ungdomskonkurrencen
Vinder af 4. og 7. etape
1. plads: Strade Bianche
1. plads:  Tirreno-Adriatico
 Ungdomskonkurrencen
 Pointkonkurrencen
Vinder af 4. og 6. etape
2. plads: Tour de France
 Ungdomskonkurrencen
Vinder af 6., 7. og 17. etape
2023
1. plads:  Paris-Nice
 Pointkonkurrencen
 Ungdomskonkurrencen
Vinder af 4., 7. og 8. etape
1. plads:  Vuelta a Andalucía
 Pointkonkurrencen
Vinder af 1., 2. og 4. etape
1. plads: Flandern Rundt
1. plads: Lombardiet Rundt
1. plads: Amstel Gold Race
1. plads: La Flèche Wallonne
1. plads: Clásica Jaén Paraíso Interior
2. plads: Tour de France
 Ungdomskonkurrencen
Vinder af 6. og 20. etape
3. plads: E3 Saxo Classic
3. plads: VM i linjeløb
4. plads: Milano-Sanremo
2024
1. plads:  Tour de France
Vinder af 4., 14., 15., 19., 20. og 21. etape (ITT)
1. plads:  Giro d'Italia
 Bjergkonkurrencen
Vinder af 2., 7. (ITT), 8., 15., 16. og 20. etape
1. plads: Strade Bianche
1. plads:  Catalonien Rundt
 Pointkonkurrencen
 Bjergkonkurrencen
Vinder af 2., 3., 6. og 7. etape
1. plads: Liège-Bastogne-Liège
3. plads: Milano-Sanremo

### Grand Tour tidslinje
| Grand Tour klassement |      |      |      |      |      |      |
| Grand Tour            | 2019 | 2020 | 2021 | 2022 | 2023 | 2024 |
| Giro d'Italia         | —    | —    | —    | —    | —    | 1    |
| Tour de France        | —    | 1    | 1    | 2    | 2    | 1    |
| Vuelta a España       | 3    | —    | —    | —    | —    |      |